# Нервова анорексія
Нервова анорексі́я (лат. anorexia nervosa, грец. ανορεξία νευρική) — психічний розлад харчової поведінки з критичним зниженням споживання їжі та маси тіла, часто небезпечним для життя, тяжкою втратою апетиту. У країнах Західної Європи хвороба вражає 0,9—4,3 % жінок та, а 0,2—0,3 % чоловіків.

## Епідеміологія
Розлади харчування в значній мірі обумовлені культурою. Наприклад, у Північній Америці анорексія виникає серед іммігрантів і національних меншин рідше, ніж серед основної частини населення. Ці міжкультурні відмінності осіб досить помітні, коли підлітки з інших культур знайомляться із західними ідеалами ваги й зовнішнього вигляду. Через короткий час рівень розладів і порушень харчування у них значно зростає. Підлітки з національних меншин, сім'ї яких належать до верхнього середнього класу, піддаються особливому ризику через своє прагнення бути прийнятими в панівну білу культуру або в результаті того, що вони виявляються під впливом двох різних систем культурних цінностей.

## Історія

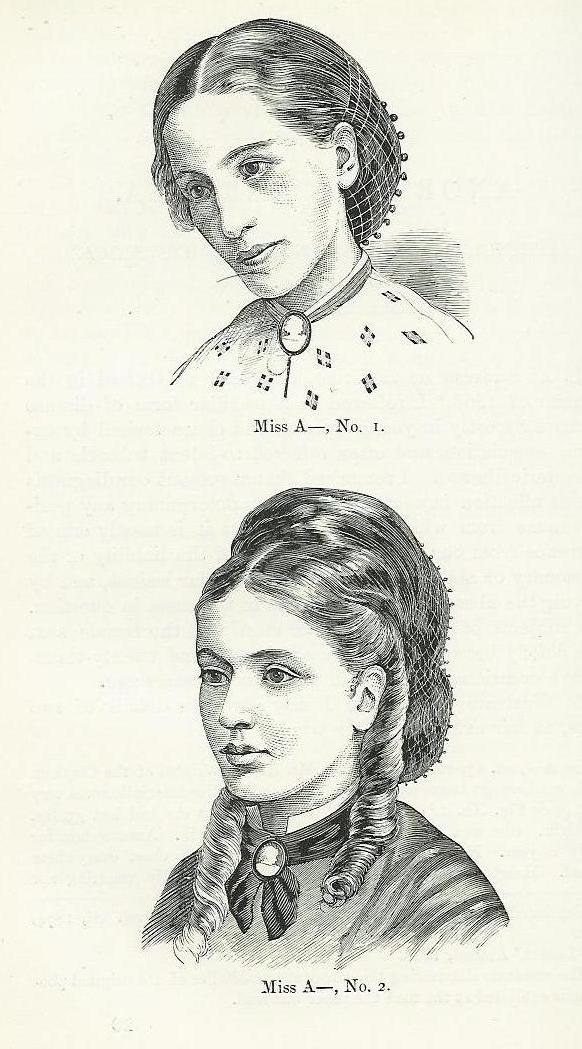
Дівчина до лікування нервової анорексії (1866) і після лікування (1870) — ілюстрація з медичних робіт англійського лікаря сера Вільяма Галла (1816—1890)

Найраніший медичний опис нервової анорексії (1689) належить Річарду Мортону (1637—1698), лікареві XVII століття. Про свою першу пацієнтку Мортон пише так: «… і на вісімнадцятому році свого життя, в липні місяці, вона впала в повну пригніченість від безлічі турбот і пристрастей в своєму розумі, але без будь-яких симптомів гіпохромії, наступного за цим … її апетит почав знижуватися, і її травлення стало поганим, її плоть стала млявою і пухкою, і вона виглядає блідою…». Дівчина проконсультувалася з Мортоном вже після того, як була хвора протягом двох років, і тільки тому, що часто непритомніла. Мортон описував її як «скелет, тільки покритий шкірою» (англ. Skeleton only clad in skin).
Нервова анорексія привернула до себе увагу медиків і в 1873 році, коли два лікарі вперше описали цей розлад. Сер Вільям Галл (Gull), англійський лікар, дав розладу назву і вперше описав його як специфічне захворювання. Приблизно в цей же час у Парижі психіатр Шарль Ласег (Lasegue) описав анорексію з соціальної та психологічної точок зору. Обидва дослідники помітили, що хвороба сильніше поширена в найбільш заможних соціальних класах, що змусило Ласега припустити зв'язок між відсутністю батьківської любові (що вважався відносно поширеним явищем серед заможних сімей) і стурбованістю їжею. Конфлікт між батьками і дітьми міг підштовхнути деяких дівчаток-підлітків до відмови від їжі як способу вираження своїх відкинутих почуттів. Відповідно, на рубежі століть приписуваними лікуванням анорексії була «парентектомія», відбирання дитини з сімейної обстановки, що поєднувалося з насильницьким годуванням за допомогою будь-яких необхідних засобів.
Ідеальні параметри тіла змінюються з часом і культурними уподобаннями. Фігури на полотнах Рубенса вважалися привабливими і бажаними до початку XIX ст., але потім уявлення про ідеальну фігуру змінились під впливом серйозних культурних змін. У вікторіанський період утримання від їжі відповідало превалюючим соціальним поглядам. Добрий апетит розглядався як нестримний прояв чуттєвості і відсутність самоконтролю; вважалося, що жінки повинні проявляти пасивну байдужість щодо сексу та їжі. Тим самим, утримання жінок від їжі стало морально, духовно і соціально бажаним, головним чином як прагнення швидше до духовної, ніж до фізичної краси. Нервова анорексія, згідно з визначеннями лікарів на рубежі ХХ ст., була симптомом неадекватного вибору в коханні, позбавлення соціальних можливостей і проявом конфліктів з батьками. Стрункість була символом асексуальності та аристократичності, що давало мати значну соціальну дистанцію від трудових класів.
Починаючи з 1930-х років, сьогоднішні гендерно-стереотипні установки і уявлення про ідеальну жіночу фігуру і зовнішність були сформовані рекламодавцями, кінозірками, модельєрами одягу і аналогічними впливами, і привели до того, що стрункість стала об'єктом культурних переваг. Значимість харчування для жіночої ідентичності, роль сім'ї та соціального класу в формуванні уявлень про ідеальну фігуру і харчові переваги, а також використання регулювання ваги як замінника саморегулювання і контролю в юності і сьогодні залишаються основними причинами розладів харчування. За останню четверть століття значущими і потенційно небезпечними ускладнюючими факторами були визнані не скільки додаткові аспекти розладів харчування, таких як постійне утримання від їжі, акцент на надмірну активність і булімічні симптоми і очищення кішківника.

## Причини
Хвороба часто виникає на нервовому ґрунті (вона ж — невротична анорексія), особливо у підлітків, молодих дівчат, рідше чоловіків. Нервову анорексію часто супроводжує підвищене почуття голоду, булімія.
Це розлади харчування, які можуть мати доволі подібні вияви і різне походження. В основі психіатричного генезу нервової анорексії нерідко лежить спотворене уявлення про власне тіло та змінене ставлення до процесу харчування.
Хвороба найчастіше трапляється в жінок, рідше в чоловіків і виявляється «добровільним» схудненням. Здебільшого все починається в підлітковому віці, особливо в періоді статевого дозрівання. Дитина починає худнути, апетит зникає, навіть виникає відраза до їжі, починаються розлади менструального циклу. Все супроводжується підвищеною, збудженою фізичною активністю. Людині здається, що її вага надмірна, і вона починає багато часу присвячувати дієтам. Часто виникають вкрай патологічні типи поведінки, наприклад, провокування блювання, приховування їжі, надмірні виснажливі фізичні вправи, зловживання проносними, сечогінними препаратами та засобами, що пригнічують апетит.

### Фактори ризику
- Генетичні та конституційні.

Як правило, розлади харчування мають сімейний характер. Дослідження останнього десятиліття встановили, що у родичів хворих з анорексією або булімією, особливо у родичів-жінок, розлад харчування виникає в 4—5 разів частіше, ніж серед населення в цілому. Близнюкові дослідження, в яких легше контролювати генетичні фактори, показали, що успадковання анорексії складає 58 %, а це свідчить, що етіологічну роль відіграють і загальні генетичні, і загальні середові фактори ризику. Деяким людям може бути властива біологічна вразливість, яка взаємодіє з соціальними і психологічними факторами, збільшуючи ймовірність розвитку у них розладів харчування. Наприклад, успадковані риси особистості, такі як емоцойна нестійкість і слабкий самоконтроль, створюють передумови того, що людина відповість на стрес емоційною реакцією, що в свою чергу може призводити до імпульсивного прийому їжі в спробі позбутися почуттів, пов'язаних зі стресом.
- Нейробіологічні фактори.

Оскільки серотонін регулює відчуття голоду і апетит, він виявився в центрі уваги як можлива причина і анорексії, і булімії. Крім того, причина захворювання може критися в дисфункції інших нейромедіаторах, таких як дофамін, норадреналін. Дослідження наочно продемонстрували дисфункцію всіх зазначених вище медіаторів у хворих з розладами харчової поведінки. Харчові дефіцити — дефіцит цинку грає роль в анорексії, але не є причиною хвороби. Є докази, що це може бути фактор, який поглиблює патологію анорексії. У 1994 році рандомізоване дослідження з плацебо показало, що цинк (14 мг в день) подвоїв швидкість збільшення маси тіла в порівнянні з хворими, які приймали плацебо.
- Соціокультурні фактори

Особливості сучасної західної культури практично зумовлюють появу розладів харчування. Особиста свобода, акцент на негайне задоволення бажань, доступність їжі в будь-який час дня і ночі та культурний ідеал дієти і фізичних вправ з метою схуднення стають вагомими факторами впливу. Вони сприяють тому, що прагнення до худоби і акцент на форму тіла і зовнішність стають ключем до успіху. Дієта і «швидкі і прості» програми схуднення є ще одним культурним феноменом. 80 % дівчаток-підлітків дотримуються дієти з метою контролю своєї ваги. Стурбованість фізичною привабливістю виявлена також серед дітей, яким всього 7-8 років. До того ж частіше хочуть схуднути жінки з груп з високим соціально-економічним статусом, ніж з груп з низьким рівнем життя. Школи та коледжі, інтернати, де соціальний вплив підвищує уразливість підлітків, є середовищем, що ілюструє зв'язок між соціально-економічним статусом і розладами харчування. Дані підтверджують погляд, що на відносини, від яких залежить ідентичність і самооцінка молодих жінок, надмірно впливають на зовнішню привабливість і уявлення про фігуру, і це знову вказує на соціальний тиск як на вагомий фактор, що обумовлює розлади харчування. Вивчення міжкультурних трендів в установках щодо огрядності і худоби і те, як вони впливають на паттерни дієти серед молодих жінок зі США і Гани, показало, що жінки з Гани, порівняно з американками, вважали ідеальними для обох статей значніші параметри тіла. Американки надавали більшого значення показникам стриманності в їжі та порушенню харчової поведінки і вважали, що зайва вага перешкоджає соціальному визнанню.
- Сімейні фактори

Вчені і клініцісти, розглядаючи причини харчових розладів, надають великого значення ролі сім'ї та батьківської психопатології зокрема. Конфлікти в сім'ї можуть мати причинну роль у розвитку розладів харчування в деяких дітей. Зважаючи на важливість участі сім'ї у формуванні цінностей підлітка, зрозуміло, що сімейні процеси можуть сприяти заклопотаності вагою і контролем за дієтою. Наприклад, мати, незадоволена вагою своєї дочки або що сама сідає на дієту і закликає доньку робити те ж, може ненавмисно стати співучасницею у розвитку розладів харчування. Також батьки, які виявляють байдужість чи надто вимогливі або критично налаштовані і ті, що мають алкогольну або наркотичну залежність, можуть закласти основу для виникнення харчових розладів у дітей. Молоді люди, які одужують після розладів харчування, можуть також мати справу із суворим контролем і критикою з боку інших членів сім'ї, що може негативно позначатися на одужанні.

## Класифікація
Сучасна психіатрична класифікація розрізняє два типи нервової анорексії:
1. перший тип — «рестриктивний» — відзначається обмеженням споживання їжі без застосування проносних чи провокування блювання;
2. другий тип — «проносний», при якому з'являються згадані вище вчинки. Страх поповніти не зменшується. Особа постійно бачить себе надто опасистою, навіть тоді, коли починає нагадувати собою кістяк. Серцебиття стає рідким, тиск крові знижується, втрачається статевий потяг, починається облисіння. Такий стан треба диференціювати з органічним захворюванням — синдромом Симондса (пухлина в гіпофізі), при якому, як звичайно, спочатку виникає схуднення, без втрати апетиту, який іноді може навіть не порушуватись.

## Етапи розвитку нервової анорексії
Часто все розпочинається з бажання схуднути. Для дітей підліткового віку дуже важливою є зовнішність. І найменші відхилення від соціальної норми стають для них катастрофою. Легка дієта, дотримання якої з першого разу може завершитися невдачею. Відтак дитина замикається в собі, їй здається, що батьки не розуміють її, друзі глузують, а людина, що їй подобається, не звертає на неї уваги.
Під час другої спроби схуднути підліток психологічно готує себе до того, що доведеться боротися з неабияким фізичним бажанням з'їсти щось — і тоді харчі стають ворогом. Якщо не вдається побороти бажання з'їсти бодай найменшу канапку, з'являється інший план. Він полягає в тому, що дівчинка/хлопець починає виснажувати організм надмірними фізичними навантаженнями, а також активно спричиняти блювання після їжі. Зазвичай батьки неправильно поводяться, помітивши, що з їхньою дитиною щось коїться. Замість того щоб вислухати проблеми та «душевні болі» свого чада, вони влаштовують скандали з різними докорами. Таким чином хворий вбачає в батьках перших ворогів на своєму шляху. Дитина відразу ж перестає довіряти рідним, і чимраз більше на неї тиснути, то більше вона віддалятиметься. Жодні переконування чи вмовляння почати їсти не дадуть результатів. Понад те, якщо хворому постійно говорити про їжу, це лише може погіршити ситуацію і ще більше віддалити від рідних, котрі хочуть допомогти, проте не знають як.
Згодом у хворого на нервову анорексію порушується обмін речовин, відбуваються гормональні зміни, дуже випадає волосся, в дівчат припиняється менструальний цикл. Попри те, що відмова від їжі стає небезпечною для життя, дитина не змінює своєї поведінки та відмовляється визнати себе хворою. Якщо батьки помітили якісь вияви нервової анорексії, то потрібно звертатися за допомогою до лікарів. До тих, які знаються на цій проблемі, або хоча б стикалися. Також потрібно звертатися до психологів, які, можливо, змінять погляди хворого на свої пропорції та масу тіла[джерело?].